# 王嘉胤
王 嘉胤（おう かいん、? - 1631年）は、明末の民衆反乱の初期の指導者。延安府葭州府谷県の出身。

## 生涯
天啓7年（1627年）、大規模な旱害に見舞われた陝西一帯は穀物の価格が急騰、既に長年に渡って明の苛斂誅求に苦しめられていた民衆は一層の窮地に陥った。そのような状況下、王嘉胤は仲間と共に富家の食糧を奪って、官憲に追われる身となり、それを機に、飢えた民衆を糾合して朝廷に対する反乱を開始、食糧遅配によって造反した兵士や群盗をも加えて勢力を拡大、陝西や山西の各地を転戦した。
王嘉胤自身は崇禎4年（1631年）に、官軍と交戦中、部下の裏切りに遭って殺されたが、新たに指導者として選ばれた王自用の下には20万人もの大勢力が残された。その中には、高迎祥・羅汝才・張献忠らの有力な首領の他に、後に明を滅亡に追い込むことになる高迎祥の部下の李自成も含まれていた。